# Uwins Island
Uwins Island är en ö i Australien. Den ligger i delstaten Western Australia, omkring 2 100 kilometer nordost om delstatshuvudstaden Perth. Arean är 35 kvadratkilometer. Den sträcker sig 9,1 kilometer i nord-sydlig riktning, och 7,1 kilometer i öst-västlig riktning.
Trakten runt Uwins Island består huvudsakligen av våtmarker. Savannklimat råder i trakten. Genomsnittlig årsnederbörd är 1 830 millimeter. Den regnigaste månaden är februari, med i genomsnitt 450 mm nederbörd, och den torraste är augusti, med 4 mm nederbörd.